# Höllentalquellen

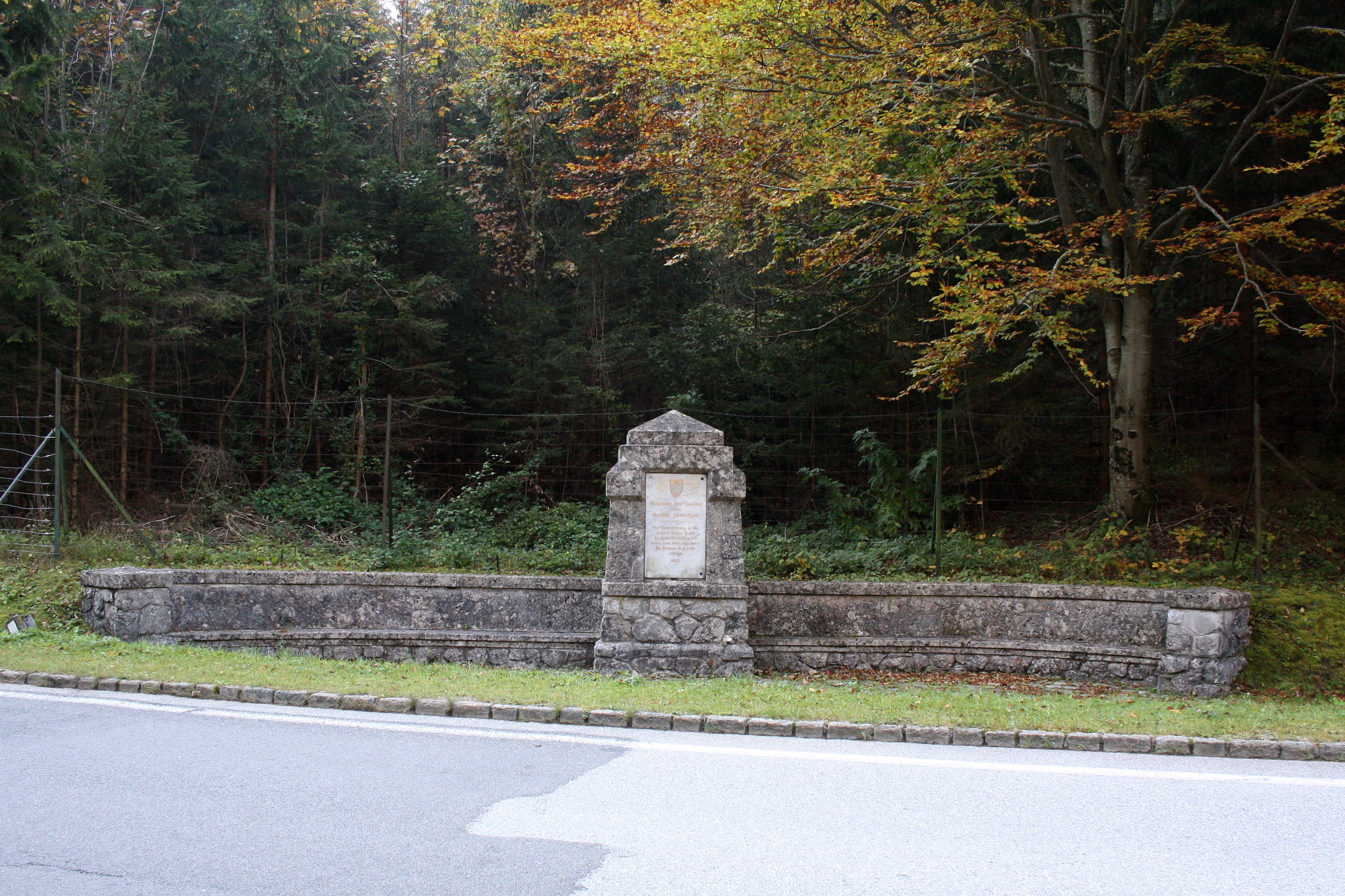
Fassung und Denkmal der Höllentalquelle, 1893

Die Höllentalquellen sind mehrere Quellen an der Rax in Niederösterreich, die für die I. Wiener Hochquellenwasserleitung gefasst wurden.

## Lage
Die Quellen, eine Hauptquelle und drei kleinere Quellen, darunter der Augenbrunnen, befinden sich im Höllental, dem Rax–Schneeberg-Durchbruch der Schwarza, am Eingang des Großen Höllentals, dem Nebental des Höllentals, das sich 8 km oberhalb von Reichenau an der Rax südwestwärts zum Raxplateau hinzieht.

## Geschichte

Lageplan der Wiener Hochquellenleitungen, Höllentalquellen untere Mitte

Die Höllentalquelle war von Anfang an als eine der Hauptquellen der im Laufe der 1860er erbauten und 1873 eröffneten Hochquellenleitung für Wien geplant. Durch das Reichswassergesetz des Jahres 1869 und des niederösterreichischen Landeswasserrechtsgesetz des Jahres 1870 wurde aber die rechtliche Stellung aller Unterlieger, Werksbesitzer wie Gemeinden, wesentlich verbessert. Daher musste die Stadt Wien ihre entsprechenden wasserrechtlichen Anträge durch sämtliche Instanzen bis zum Verwaltungsgerichtshof durchfechten, was rund 20 Jahre dauerte. So wurde die Quelle erst 1893 an das Wasserversorgungssystem angeschlossen: Zu der Zeit hatte sich die I. Wasserleitung schon als nicht ausreichend erwiesen, und die II. Hochquellleitung war bereits in Planung.
Da 1889 die Fassung der Höllentalquellen – im Gegensatz zur notwendigen Stollenverbindung nach Kaiserbrunn – beinahe fertiggestellt war, wurde zwischenzeitlich ein provisorisches Holzgerinne errichtet. Im Laufe der Zeit wurden unterhalb noch drei weitere kleinere Quellen gefasst. Dazu wurde auch das Schößl (oberhalb des Bergsteigerheims) abgetragen.

## Hydrologie und Wasserschutz
Dir Höllentalquellen gehören zu einer Störungszone, die sich vom Preiner Gscheid bis zum Klostertaler Gscheid verfolgen lässt, und als „Hauptdrainage“  im Bereich der Rax bezeichnet werden kann.
Die Quellen wurden durch Stichstollen erschlossen.
Die Höllentalquellen schütten etwa 170–1100 Liter pro Sekunde, das sind 15.000–100.000  Kubikmeter täglich, das könnte maximal die Hälfte der Gesamtleistung der I. Hochquellleitung ausmachen, doch schwankt die Wassergabe wie bei vielen Karstquellen stark. Die Temperatur beträgt meist 6,1–6,4 °C. Die Wasserhärte beläuft sich auf 6,8 °dH, etwas unter dem Durchschnitt von 7,3 der Gesamtleitung.
Das nähere Gebiet der Quellen wurde im Ausmaß von 350 ha eingezäunt, und der Weg ins Große Höllental verlegt (Schönbrunner-Stiege). Seit 1965 besteht hier das große Wasserschongebiet Rax–Schneeberg–Schneealpe, und im Umkreis von 500 Metern ist strenges Wasserschutzgebiet. Der Wasserschutz wird von der Wiener MA 31 (Wien Wasser) und der MA 49 (Forstamt) betraut. Außerdem ist hier Europaschutzgebiet Nordöstliche Randalpen: Hohe Wand–Schneeberg–Rax, ein Fauna-Flora-Habitat-Gebiet mit ökologischem Schwerpunkt, und das umfassende Landschaftsschutzgebiet Rax–Schneeberg.

## Höllentalquellen-Denkmal

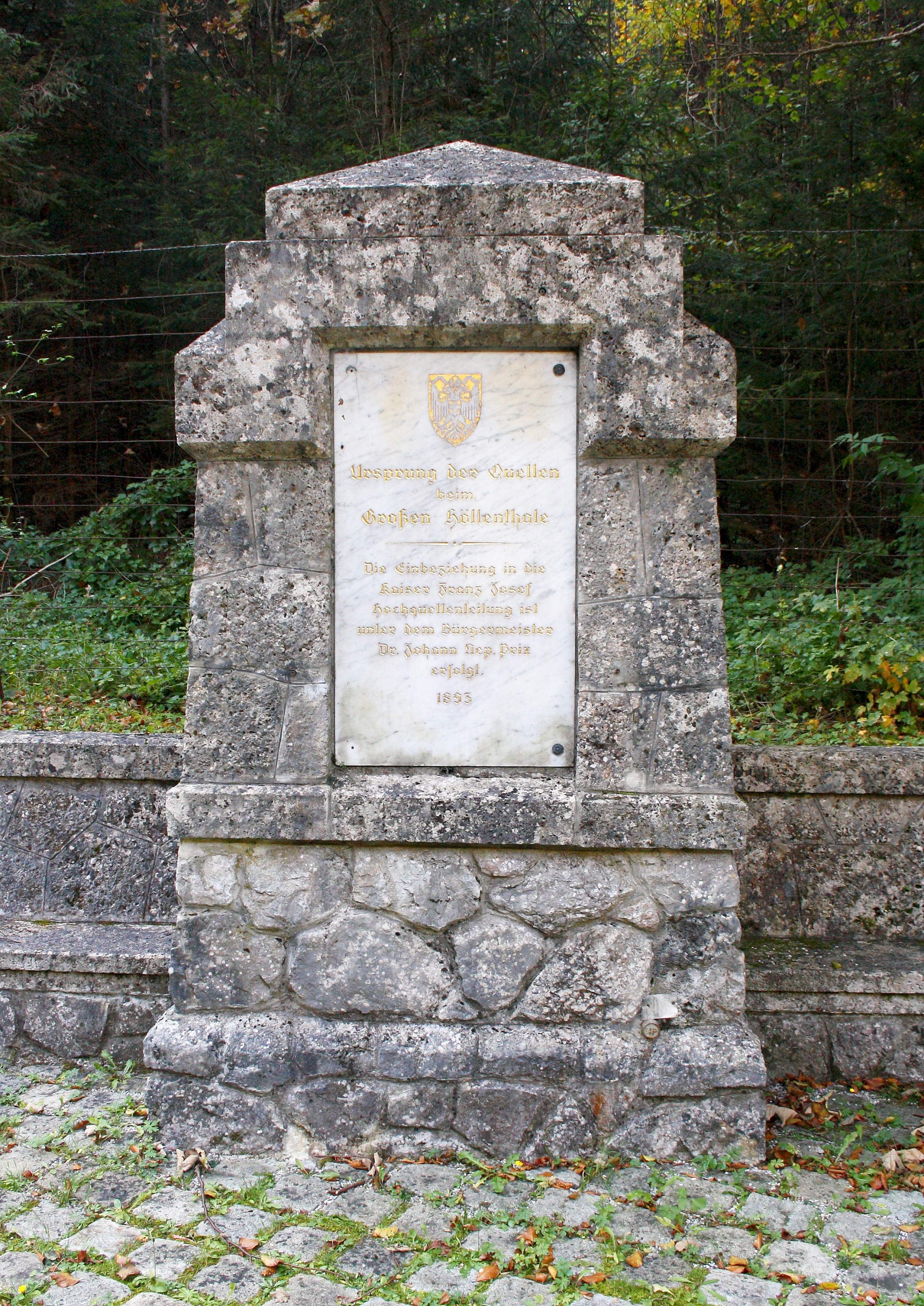
Das Höllentalquellen-Denkmal

Nächst der Höllental Straße (B27) befindet sich ein Inschriftpfeiler. Er trägt das Wiener Wappen und  die Inschrift:
Ursprung der Quellen beim Großen Höllenthale
Die Einbeziehung in die Kaiser Franz Josef Hochquellenleitung ist unter dem Bürgermeister Dr. Johann Nep. Prix erfolgt.
1893
Das Bauwerk steht unter Denkmalschutz.